# 亚伯拉罕·格雷斯·梅里特
亚伯拉罕·格雷斯·梅里特（Abraham Grace Merritt 1884年1月20日—1943年8月21日），即A·梅里特（A. Merritt），是一名美國雜誌編輯、奇幻作家。1999年，他入選科幻和奇幻名人堂。他的作品對洛夫克拉夫特和理查德·謝費造成了較大的影響。 

## 生平
他出生於美國新澤西州貝弗利，1894年移居費城。他最初是學習法律的，後來轉行當了記者和編輯，曾在《费城询问报》和《美国周刊》工作。
他的主業是記者和編輯，僅在業餘寫作，一生寫出8部小說和一些短篇故事。他是一名很成功的記者，1919年年薪就達到$25,000，去世前更高達$100,000，這在當時是極為罕見的。他在牙買加和厄瓜多爾曾投資過房地產，平時喜好旅遊和培養蘭花和一些與魔法有關的植物。

## 擴展閱讀
- Foust, Ronald (1989) A. Merritt. Starmont Reader's Guide #43. 104 pages. ISBN 0-930261-36-4
- Guillaud, Lauric (1993) L'aventure mystérieuse de Poe à Merritt ou l'orphelins de Gilgamesh. Paralittératures Volume 3. Editions du CEFAL. ISBN 2-87130-035-6
- Indick, Ben P. A . Merritt: A Reappraisal in Darrell Schweitzer (ed), Discovering Classic Fantasy Fiction, Gillette NJ: Wildside Press, 1986, pp. 87.

## 外部連接
- 網路推理小說資料庫上的亚伯拉罕·格雷斯·梅里特
- Abraham Merritt的作品  - 古騰堡計劃
- Abraham Merritt  - 古滕堡分布式校对（加拿大）
- （页面存档备份，存于） Works by Abraham Merritt，Digital Archive (Toronto Public Library)
- 互联网档案馆中亚伯拉罕·格雷斯·梅里特的作品或与之相关的作品
- 來自亚伯拉罕·格雷斯·梅里特的LibriVox公共領域有聲讀物
- Abraham Merritt，Project Gutenberg Australia
- Abraham Merritt，Locus Magazine
- Abraham Merritt，Index to Science Fiction Anthologies and Collections, Combined Edition
- Abraham Merritt，FictionMags Index
- Abraham Merritt，Fantastic Fiction
- 开放图书馆中Abraham Merritt的著作
- Abraham Merritt在互联网电影资料库（IMDb）上的資料（英文）